# Линдхольм, Хампус
Хампус Линдхольм (швед. Hampus Lindholm; 20 января 1994, Хельсингборг, Сконе) — шведский профессиональный хоккеист, защитник клуба НХЛ «Бостон Брюинз». Был выбран на драфте НХЛ 2012 года в 1-м раунде под общим 6-м номером клубом НХЛ «Анахайм Дакс».

## Игровая карьера
В сезоне 2011/12 Хампус начал свою профессиональную карьеру в команде «Рёгле», сыграв в 20 матчах и набрав 4 очка. Линдхольм был назван лучшим защитником молодёжной лиги Швеции (до 20 лет). По версии центрального скаутского бюро НХЛ Линдхольм занял 4-е место в рейтинге среди игроков, играющих в Европе. Хампус был выбран на драфте НХЛ 2012 года в 1-м раунде под общим 6-м номером командой НХЛ «Анахайм Дакс».
Линдхольм дебютировал в Северной Америке за фарм-клуб «Дакс», команду АХЛ «Норфолк Эдмиралс» в сезоне 2012/13. В этом сезоне он набрал 11 очков (1 гол + 10 результативных передач) в 44 матчах.
Свой первый гол в НХЛ Хампус забил в ворота команды «Финикс Койотис» голкиперу Майку Смиту 6 ноября 2013 года. В сезоне 2013/14 Линдхольм вошёл в символическую сборную лучших новичков НХЛ.

### Международная карьера
Линдхольм представлял сборную Швеции на чемпионате мира по хоккею среди юношей 2012, где завоевал вместе с командой серебряные медали первенства и был признан 3-м самым ценным игроком турнира в сборной Швеции. Также на том турнире он дважды стал лучшим игроком матча против сборной Финляндии и Швейцарии.
В 2018 году на чемпионате мира по хоккею в Дании вместе со сборной Швеции выиграл золотые медали первенства.

## Статистика
| Легенда | Легенда                    | Легенда | Легенда                   | Легенда | Легенда    |
| ------- | -------------------------- | ------- | ------------------------- | ------- | ---------- |
| И       | Количество проведённых игр | Штр     | Штрафное время            | +/−     | Плюс-минус |
| Г       | Голы                       | П       | Голевые передачи          | О       | Очки       |
| -       | Статистика неизвестна      | —       | Статистика не учитывалась |         |            |